# リアム・デラップ
リアム・デラップ（Liam Delap, 2003年2月8日 - ）は、イングランド・ウィンチェスター出身のプロサッカー選手。プレミアリーグ・チェルシーFC所属。ポジションはフォワード。

## 経歴

### クラブ
2009年にダービー・カウンティの下部組織でサッカーを始めた。2019年にマンチェスター・シティ EDSに移籍。2020年9月24日に行われたEFLカップ・ボーンマス戦に先発出場し、トップチームデビュー。18分に初得点を挙げて2-1での勝利に貢献した。試合後にジョゼップ・グアルディオラ監督も絶賛し、引き続きトップチームの練習に参加させると述べた。
2022年8月18日、父のロリー・デラップが現役時代に所属し、現在ではコーチを務めているストーク・シティにローン移籍。
2023年1月12日、シティに呼び戻され、すぐにプレストン・ノースエンドへのローン移籍となった。
2023年7月2日、ハル・シティに1シーズンのローン移籍で加入。
2024年7月13日、イプスウィッチ・タウンに5年契約で完全移籍。移籍金は1,500万ポンドと報じられた。
2025年6月4日、6年契約でチェルシーに完全移籍。移籍金は3,000万ポンドと報じられている。チェルシー加入後の初ゴールは、6月24日、FIFAクラブワールドカップ・グループステージのエスペランス戦で記録した。

### 代表
世代別代表はすべてイングランド代表としてプレイしているが、アイルランドの代表資格も有している。
2022年のUEFA U-19欧州選手権では3試合に出場し、グループステージのイスラエル戦でゴールを挙げ、優勝メンバーの一員となった。
2023年、FIFA U-20ワールドカップでは2試合に出場し、グループステージのイラク戦でゴールを挙げたが、チームはベスト16でイタリアに敗退した。

## 人物
父は元サッカーアイルランド共和国代表のロリー・デラップ。

## 個人成績

### クラブ
| 国内大会個人成績 | 国内大会個人成績  | 国内大会個人成績 | 国内大会個人成績   | 国内大会個人成績 | 国内大会個人成績 | 国内大会個人成績 | 国内大会個人成績 | 国内大会個人成績 | 国内大会個人成績 | 国内大会個人成績 | 国内大会個人成績 |
| 年度             | クラブ            | 背番号           | リーグ             | リーグ戦         | リーグ戦         | リーグ杯         | リーグ杯         | オープン杯       | オープン杯       | 期間通算         | 期間通算         |
| 年度             | クラブ            | 背番号           | リーグ             | 出場             | 得点             | 出場             | 得点             | 出場             | 得点             | 出場             | 得点             |
| イングランド     | イングランド      | イングランド     | イングランド       | リーグ戦         | リーグ戦         | FLカップ         | FLカップ         | FAカップ         | FAカップ         | 期間通算         | 期間通算         |
| ---------------- | ----------------- | ---------------- | ------------------ | ---------------- | ---------------- | ---------------- | ---------------- | ---------------- | ---------------- | ---------------- | ---------------- |
| 2020-21          | マンチェスター・C | 48               | プレミアリーグ     | 1                | 0                | 1                | 1                | 1                | 0                | 3                | 1                |
| 2021-22          | マンチェスター・C | 48               | プレミアリーグ     | 1                | 0                | 0                | 0                | 1                | 0                | 2                | 0                |
| 2022-23          | ストーク・シティ  | 17               | チャンピオンシップ | 22               | 3                | 0                | 0                | 1                | 0                | 23               | 3                |
| 2022-23          | プレストン        | 7                | チャンピオンシップ | 15               | 1                | -                | -                | -                | -                | 15               | 1                |
| 2023-24          | ハル・シティ      | 20               | チャンピオンシップ | 31               | 8                | 1                | 0                | 0                | 0                | 32               | 8                |
| 2024-25          | イプスウィッチ    | 19               | プレミアリーグ     | 37               | 12               | 1                | 0                | 2                | 0                | 40               | 12               |
| 2025-26          | チェルシー        | 9                | プレミアリーグ     |                  |                  |                  |                  |                  |                  |                  |                  |
| 通算             | イングランド      | イングランド     | プレミアリーグ     | 39               | 12               | 2                | 1                | 4                | 0                | 45               | 13               |
| 通算             | イングランド      | イングランド     | チャンピオンシップ | 68               | 12               | 1                | 0                | 1                | 0                | 70               | 12               |
| 総通算           | 総通算            | 総通算           | 総通算             | 107              | 24               | 3                | 1                | 5                | 0                | 115              | 25               |

## タイトル

### クラブ
マンチェスター・シティ
- EFLカップ（2020-21）[18]

チェルシー
- FIFAクラブワールドカップ（2025）[19]

### 代表
U-19イングランド代表
- UEFA U-19欧州選手権（2022）[15]

### 個人
- イプスウィッチ・タウン シーズン最優秀若手選手（2024-25）[20]
- イプスウィッチ・タウン シーズン最優秀選手（2024-25）[20]